# Bruin korstwier
Het bruin korstwier (Ralfsia verrucosa) is een bruine algensoort uit de familie Ralfsiaceae van de orde Ralfsiales. Het groeit intergetijde in gematigde wateren over de hele wereld. In Zuid-Afrika maakt het deel uit van een mutualistische relatie met de schaalhoornachtige Scutellastra longicosta.

## Kenmerken
Het bruin korstwier vormt ruwweg ronde plekken die vanuit het midden naar buiten groeien, waarbij de centrale delen soms losraken van het substraat. Het korstvormige thallus (plantvorm) is diepbruin of zwartbruin en is ongeveer 1 mm dik. Het heeft een duidelijke, vaak bleekgekleurde rand die wordt gevormd door rechtopstaande filamenten die aan elkaar zijn versmolten en die omhoog buigen vanuit andere uitgestrekte filamenten. De plekken van thalli zijn dik, zo'n 2 tot 10 cm in diameter en vaak samenvloeiend om grotere plekken te vormen. Het oppervlak is glad en hard.

## Verspreiding
Het bruin korstwier is een kosmopolitische soort en wordt aangetroffen in gematigde wateren in Noord- en West-Europa, Middellandse Zee, IJsland, Groenland, Canada, New England, Argentinië, rond de kusten van Afrika, India, Japan, Korea, China, Rusland, Indonesië, Australië en Nieuw-Zeeland. Het groeit in getijdenpoeltjes in het intergetijdengebied op vaste substraten zoals stenen, schelpen, zeepokken en vaak onder grotere bruinwieren.